# Cypraea
Cypraea là một chi ốc biển từ trung bình tới lớn, là động vật thân mềm chân bụng sống ở biển trong họ Cypraeidae, họ ốc sứ.

## Các loài
Các loài thuộc chi Cypraea bao gồm:
- Cypraea pantherina Lightfoot, 1786 [2]
- Cypraea tigris Linnaeus, 1758 [3]

Các loài đồng nghĩa
Hầu hết các loài trước đây thuộc về chi Cypraea đã được xếp lại vào các chi khác trong họ Cypraeidae.
- Cypraea alisonae Burgess, 1983[4]: đồng nghĩa của Blasicrura alisonae
- Cypraea amarata (Meuschen, 1787)[5]: đồng nghĩa của Mauritia scurra
- Cypraea annulus Linnaeus, 1758[6]: đồng nghĩa của Monetaria annulus
- Cypraea arabica Linnaeus, 1758[7]: đồng nghĩa của Mauritia arabica
- Cypraea arabicula [8]: đồng nghĩa của Pseudozonaria arabicula
- Cypraea argus Linnaeus, 1758[9]: đồng nghĩa của Arestorides argus
- Cypraea asellus Linnaeus, 1758[10]: đồng nghĩa của Palmadusta asellus
- Cypraea beckii Gaskoin, 1836[11]: đồng nghĩa của Erosaria beckii
- Cypraea bistrinotata Schilder & Schilder, 1937[12]: đồng nghĩa của Pustularia bistrinotata
- Cypraea broderipii Gray in Sowerby, 1832[13]: đồng nghĩa của Lyncina broderipii
- Cypraea camelopardalis Perry, 1811[14]: đồng nghĩa của Lyncina camelopardalis
- Cypraea capensis [15]: đồng nghĩa của Cypraeovula capensis
- Cypraea caputserpentis Linnaeus, 1758[16]: đồng nghĩa của Erosaria caputserpentis
- Cypraea carneola Linnaeus, 1758[17]: đồng nghĩa của Lyncina carneola
- Cypraea caurica Linnaeus, 1758[18]: đồng nghĩa của Erronea caurica
- Cypraea cernica Sowerby, 1870[19]: đồng nghĩa của Erosaria cernica
- Cypraea chinensis Gmelin, 1791[20]: đồng nghĩa của Ovatipsa chinensis
- Cypraea cicercula Linnaeus, 1758[21]: đồng nghĩa của Pustularia cicercula
- Cypraea citrina Gray, 1825[22]: đồng nghĩa của Erosaria citrina
- Cypraea clandestina Linnaeus, 1767[23]: đồng nghĩa của Palmadusta clandestina
- Cypraea coloba Melvill, 1888[24]: đồng nghĩa của Ovatipsa coloba
- Cypraea contaminata Sowerby, 1832[25]: đồng nghĩa của Palmadusta contaminata
- Cypraea cribellum Gaskoin, 1849[26]: đồng nghĩa của Cribrarula cribellum
- Cypraea cribraria Linnaeus, 1758[27]: đồng nghĩa của Cribrarula cribraria
- Cypraea cruenta [28]: đồng nghĩa của Ovatipsa chinensis
- Cypraea cylindrica Born, 1778[29]: đồng nghĩa của Erronea cylindrica
- Cypraea depressa Gray, 1824[30]: đồng nghĩa của Mauritia depressa
- Cypraea diluculum Reeve, 1845[31]: đồng nghĩa của Palmadusta diluculum
- Cypraea eburnea Barnes, 1824[32]: đồng nghĩa của Erosaria eburnea
- Cypraea edentula [33]: đồng nghĩa của Cypraeovula edentula
- Cypraea eglantina Duclos, 1833[34]: đồng nghĩa của Mauritia eglantina
- Cypraea erosa Linnaeus, 1758[35]: đồng nghĩa của Erosaria erosa
- Cypraea errones Linnaeus, 1758[36]: đồng nghĩa của Erronea errones
- Cypraea erythraeensis Sowerby, 1837[37]: đồng nghĩa của Bistolida erythraeensis
- Cypraea esontropia Duclos, 1833[38]: đồng nghĩa của Cribrarula esontropia
- Cypraea exusta Sowerby, 1832[39]: đồng nghĩa của Talparia exusta
- Cypraea felina Gmelin, 1791[40]: đồng nghĩa của Melicerona felina
- Cypraea fimbriata Gmelin, 1791[41]: đồng nghĩa của Purpuradusta fimbriata
- Cypraea fuscodentata [42]: đồng nghĩa của Cypraeovula fuscodentata
- Cypraea gangranosa Dillwyn, 1817[43]: đồng nghĩa của Erosaria gangranosa
- Cypraea gaskoini Reeve, 1846[44]: đồng nghĩa của Cribrarula gaskoini
- Cypraea globosa [45]: đồng nghĩa của Lyncina lynx
- Cypraea globulus Linnaeus, 1758[46]: đồng nghĩa của Pustularia globulus
- Cypraea gracilis Gaskoin, 1849[47]: đồng nghĩa của Purpuradusta gracilis
- Cypraea grayana Schilder, 1930[48]: đồng nghĩa của Mauritia grayana
- Cypraea helvola Linnaeus, 1758[49]: đồng nghĩa của Erosaria helvola
- Cypraea hirundo Linnaeus, 1758[50]: đồng nghĩa của Blasicrura hirundo
- Cypraea histrio Gmelin, 1791[51]: đồng nghĩa của Mauritia histrio
- Cypraea inocellata Gray[52]: đồng nghĩa của Erosaria miliaris
- Cypraea interrupta Gray, 1824[53]: đồng nghĩa của Blasicrura interrupta
- Cypraea isabella Linnaeus, 1758[54]: đồng nghĩa của Luria isabella
- Cypraea kieneri Hidalgo, 1906[55]: đồng nghĩa của Bistolida kieneri
- Cypraea lamarckii Gray, 1825[56]: đồng nghĩa của Erosaria lamarckii
- Cypraea lentiginosa [57]: đồng nghĩa của Palmadusta lentiginosa
- Cypraea leviathan Schilder & Schilder, 1937[58]: đồng nghĩa của Lyncina leviathan
- Cypraea limacina Lamarck, 1810[59]: đồng nghĩa của Staphylaea limacina
- Cypraea lurica [60]: đồng nghĩa của Erronea caurica
- Cypraea lurida Linnaeus[61]: đồng nghĩa của Luria lurida
- Cypraea lynx Linnaeus, 1758[62]: đồng nghĩa của Lyncina lynx
- Cypraea macandrewi Sowerby, 1870[63]: đồng nghĩa của Erosaria macandrewi
- Cypraea maculifera Schilder, 1932[64]: đồng nghĩa của Mauritia maculifera
- Cypraea madagascariensis Gmelin, 1790[65]: đồng nghĩa của Staphylaea nucleus madagascariensis
- Cypraea mappa Linnaeus, 1758[66]: đồng nghĩa của Leporicypraea mappa
- Cypraea marginalis Dillwyn, 1827[67]: đồng nghĩa của Erosaria marginalis
- Cypraea mariae Schilder, 1927[68]: đồng nghĩa của Annepona mariae
- Cypraea mauritiana Linnaeus, 1758[69]: đồng nghĩa của Mauritia mauritiana
- Cypraea microdon Gray, 1828[70]: đồng nghĩa của Purpuradusta microdon
- Cypraea miliaris Gmelin, 1790[71]: đồng nghĩa của Erosaria miliaris
- Cypraea moneta Linnaeus, 1758[72]: đồng nghĩa của Monetaria moneta
- Cypraea nebrites Melvill, 1888[73]: đồng nghĩa của Erosaria nebrites
- Cypraea nivosa Broderip, 1827[74]: đồng nghĩa của Lyncina nivosa
- Cypraea nucleus Linnaeus, 1758[75]: đồng nghĩa của Staphylaea nucleus
- Cypraea ocellata L.[76]: đồng nghĩa của Erosaria ocellata
- Cypraea onyx Linnaeus, 1758[77]: đồng nghĩa của Erronea onyx
- Cypraea owenii Sowerby, 1837[78]: đồng nghĩa của Bistolida owenii
- Cypraea pallida [79]: đồng nghĩa của Erronea pallida
- Cypraea poraria Linnaeus, 1758[80]: đồng nghĩa của Erosaria poraria
- Cypraea pulchra Gray, 1824[81]: đồng nghĩa của Luria pulchra
- Cypraea punctata Linnaeus, 1771[82]: đồng nghĩa của Ransoniella punctata
- Cypraea pyrum Gmelin[83]: đồng nghĩa của Pseudozonaria pyrum
- Cypraea reticulata Martyn, 1784[84]: đồng nghĩa của Mauritia histrio
- Cypraea scurra Gmelin, 1791[85]: đồng nghĩa của Mauritia scurra
- Cypraea staphylaea Linnaeus, 1758[86]: đồng nghĩa của Staphylaea staphylaea
- Cypraea stercoraria Linnaeus[87]: đồng nghĩa của Trona stercoraria
- Cypraea stolida Linnaeus, 1758[88]: đồng nghĩa của Bistolida stolida
- Cypraea talpa Linnaeus, 1758[89]: đồng nghĩa của Talparia talpa
- Cypraea teres Gmelin, 1791[90]: đồng nghĩa của Blasicrura teres
- Cypraea testudinaria Linnaeus, 1758[91]: đồng nghĩa của Chelycypraea testudinaria
- Cypraea teuleri Cazenavette, 1845[92]: đồng nghĩa của Bernaya teulerei
- Cypraea thomasi Crosse, 1865[93]: đồng nghĩa của Erosaria thomasi
- Cypraea turdus Lamarck, 1810[94]: đồng nghĩa của Erosaria turdus
- Cypraea ursellus Gmelin, 1791[95]: đồng nghĩa của Bistolida ursellus
- Cypraea vitellus Linnaeus, 1758[96]: đồng nghĩa của Lyncina vitellus
- Cypraea walkeri Sowerby, 1832[97]: đồng nghĩa của Contradusta walkeri
- Cypraea zebra Linnaeus, 1758[98]: đồng nghĩa của Macrocypraea zebra
- Cypraea ziczac Linnaeus, 1758[99]: đồng nghĩa của Palmadusta ziczac
- Cypraea zonaria Gmelin[100]: đồng nghĩa của Zonaria zonaria

## Hình ảnh

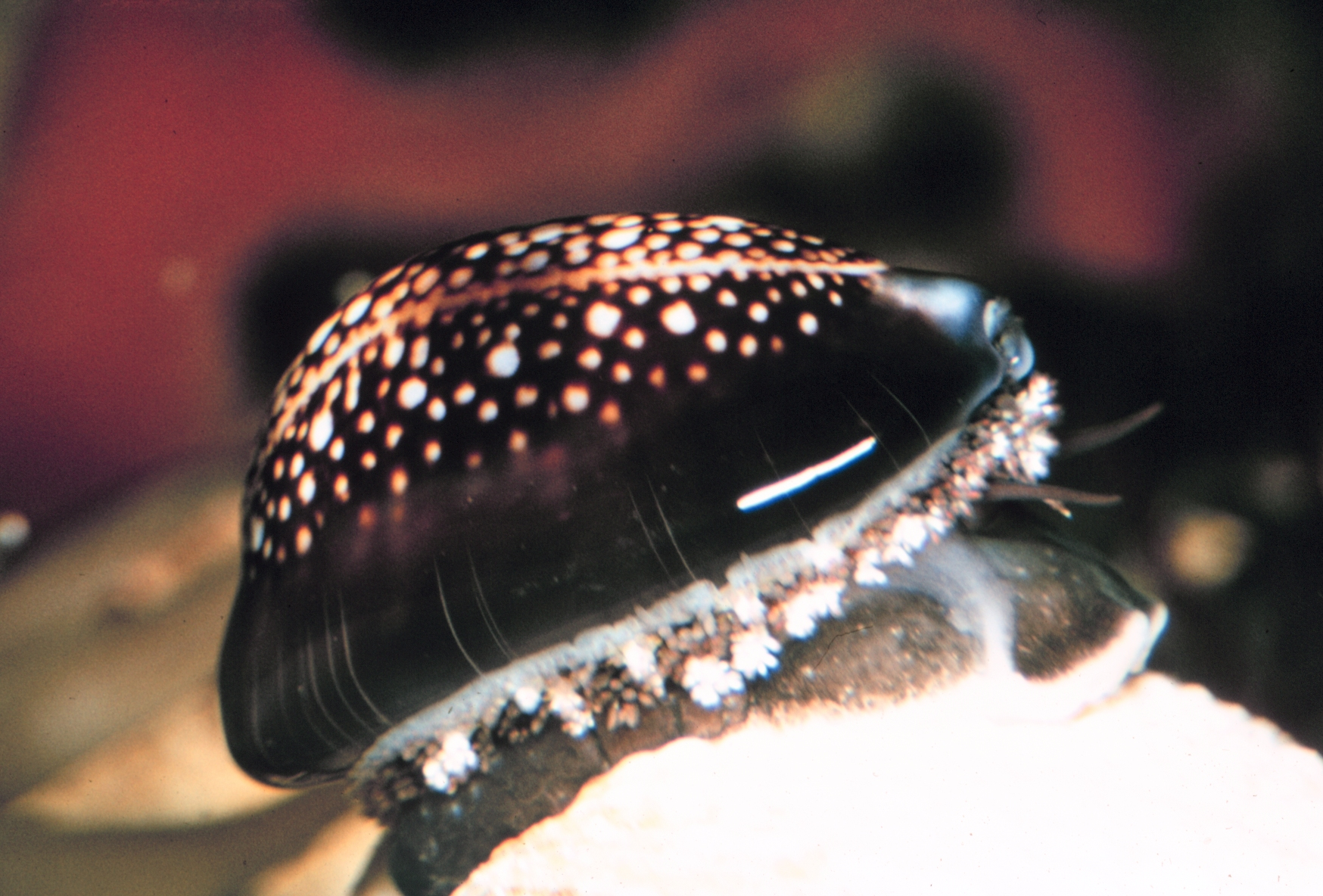
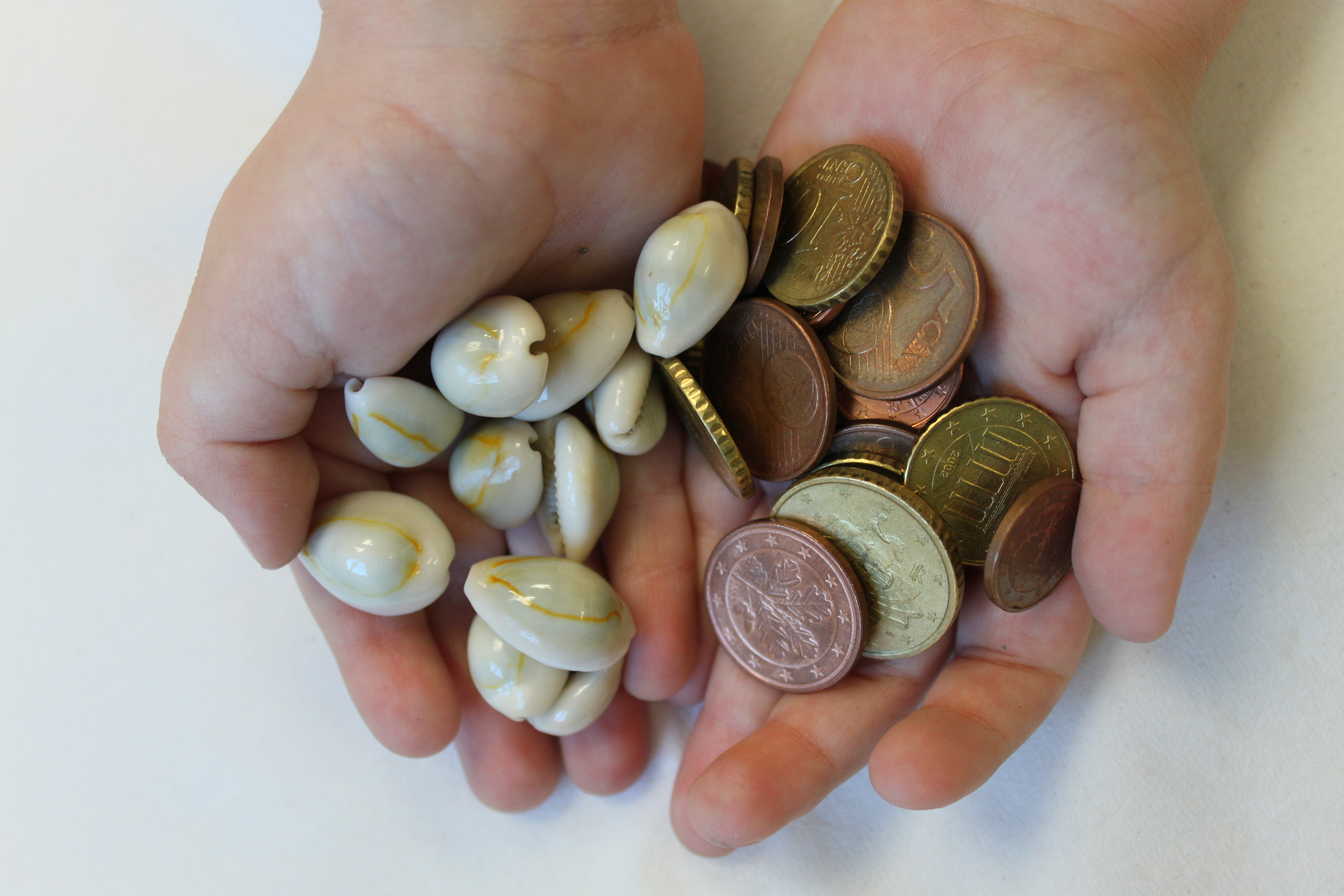
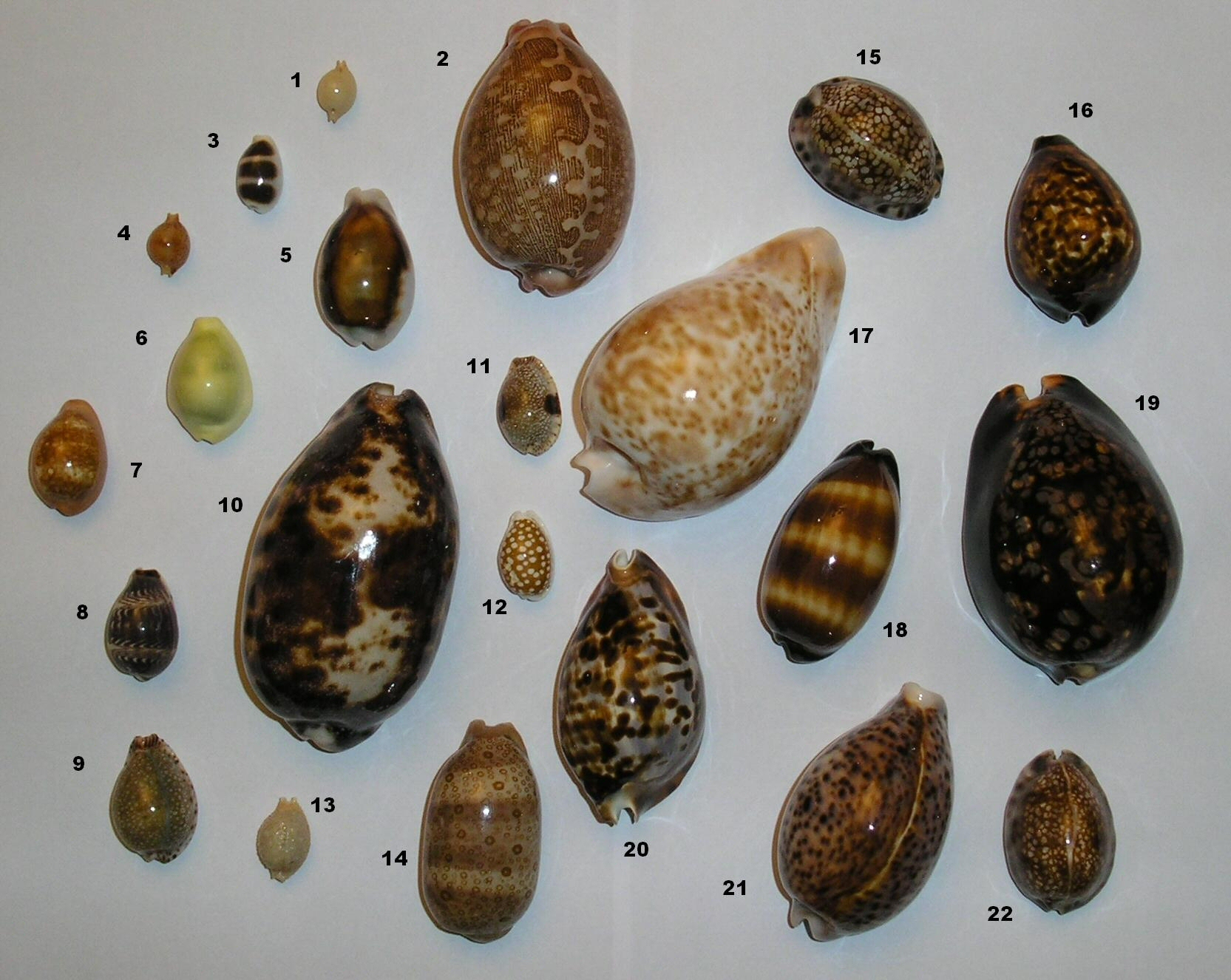
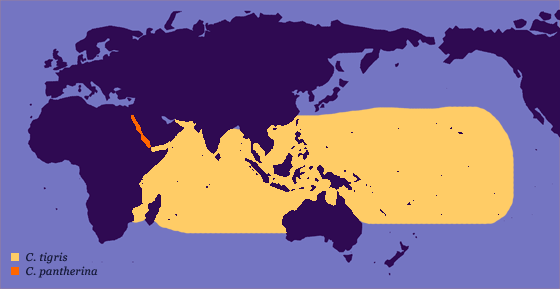